# 辽兴宗
遼興宗耶律宗真（1016年4月3日—1055年8月28日），契丹第七位皇帝（1031年6月25日－1055年8月28日在位），契丹名只骨。在位24年，享年40歲，謚孝章皇帝。他是遼聖宗的長子，母为元妃蕭耨斤。

## 生平
耶律宗真生于1016年，由辽圣宗皇后、嫡母蕭菩薩哥抚养。《辽史》记耶律宗真为“圣宗长子”，实际上辽圣宗第六子耶律宗愿的生年是1008年或1009年，耶律宗真和同母弟耶律宗元应该是辽圣宗最年幼的两个儿子。虽然年幼，但与其他四位皇子相比，只有耶律宗真兄弟的生母蕭耨斤出身于契丹萧氏，其他皇子的生母出身于汉族或不详。
太平元年（1021年），耶律宗真被冊立為太子，太平十年（1030年）六月判北南院枢密院事。太平十一年（1031年6月25日）夏六月己卯，辽圣宗逝世，同时，耶律宗真繼承皇位，改元景福。興宗繼位後，其母順聖元妃蕭耨斤自立為皇太后攝政，並把聖宗的齊天皇后迫害而死，並重用了在聖宗時代被裁撤永不錄用的貪官污吏以及其娘家的人。
景福二年十一月，興宗上太后尊號為法天應運仁德章聖皇太后（法天太后），而興宗被群臣上尊號為文武仁聖昭孝皇帝，改元重熙。
重熙三年（1034年），法天太后企圖廢掉興宗，改立次子宗元（遼史作重元），重元告訴其兄興宗，興宗發動政變，迫使法天太后「躬守慶陵」。大殺太后親信。七月，興宗親政。
興宗在位時，遼國勢已日益衰落。而興宗一朝，奸佞當權，政治腐敗，百姓困苦，軍隊衰弱。面對日益衰落的國勢，興宗連年征戰，多次征伐西夏；逼迫宋朝增加歲幣交納，反而使遼內部百姓怨聲載道，民不聊生。興宗還迷信佛教，穷奢极欲。興宗曾與其弟宗元賭博，一連輸了幾個城池。
他對自己的弟弟宗元非常感激，一次酒醉時答應百年之後傳位給宗元，其子耶律洪基（後來的遼道宗）也未曾封為皇太子，只封為天下兵馬大元帥而已。種下了道宗繼位後，宗元父子企圖謀奪帝位的惡果。
重熙二十四年八月初四日（1055年8月28日），興宗駕崩。其子耶律洪基继位，改元清宁。清宁元年（1055年）十一月甲子，安葬于庆陵。

## 南北朝的提法
契丹辽兴宗欲易國書稱南北朝。宋臣梁適說：「宋之為宋，受之於天，不可改也。契丹亦其國名，自古豈有無名之國哉。」遂止。

## 影視形象

### 電視劇
| 年份   | 地區 | 作品       | 演員 |
| 1995年 | 中國 | 《贺兰雪》 | 郭勇 |

## 評價
- 元朝官修正史《辽史》脱脱等的評價是：“兴宗即位，年十有六矣，不能先尊母后而尊其母，以致临朝专政，贼杀不辜，又不能以礼几谏，使齐天死于弑逆，有亏王者之孝，惜哉！若夫大行在殡，饮酒博鞠，叠见简书。及其谒遗像而哀恸，受宋吊而衰绖，所为若出二人。何为其然欤？至于感富弼之言而申南宋之好，许谅祚之盟而罢西夏之兵，边鄙不耸，政治内修，亲策进士，大修条制，下至士庶，得陈便宜，则求治之志切矣。于时左右大臣，曾不闻一贤之进，一事之谏，欲庶几古帝王之风，其可得乎？虽然，圣宗而下，可谓贤君矣。 ”[9]

## 后妃子女

### 后妃
- 仁懿皇后蕭氏
- 贵妃蕭三蒨，原为皇后，因罪降为贵妃

### 子女
- 皇子

1. 耶律洪基，即辽道宗，母仁懿皇后蕭氏
2. 耶律宝信奴，母不详，仅知重熙四年六月出生[10]，很可能早夭。
3. 耶律和魯斡，母仁懿皇后蕭氏，辽兴宗名义上的第二子
4. 耶律阿璉，母仁懿皇后蕭氏

- 皇女

1. 耶律跋芹，母仁懿皇后蕭氏
2. 耶律斡里太，母仁懿皇后蕭氏